# Maibelle
Maibelle est un hameau belge de la section de Florée, situé dans la commune d'Assesse dans la province de Namur en Région wallonne.

## Géographie
Maibelle est un petit village à la porte des Ardennes, composés de 50 maisons environ.
Le village est centré autour de la place du Tilleul d'où partent quatre rues :
- La rue du Pré Delloye (vers l'ouest)
- La rue de Maibelle (vers le nord)
- La rue de Skeuvre (vers le sud)
- La rue d'Emptinne (vers l'est et les Sarts)

Le village n'est pas très loin de la N4, ni de la gare de Florée. Il y a peu de distinctions entre le village de Florée et le village de Maibelle tant au niveau du calcul de la population qu'au niveau de la géographie communale, étant donné qu'ils font partie de la même section de commune.
Antérieurement à la révolution française, Maibelle dépendait de la paroisse d'Emptinne, mais les défunts étaient régulièrement enterrés au cimetière de Skeuvre.

## Démographie
On ne connaît pas le nombre exact d'habitants du village. Il y avait en 2012 environ 1 000 habitants pour les villages de Florée - Maibelle réunis.
Les habitants par contre font entre eux, une nette distinction entre les deux villages. Cela se marque principalement à la kermesse de Florée, événement annuel qui rassemble une grande partie des jeunes et de moins jeunes de la commune. Lors de cette fête, il y a des jeux inter-villages pour tous les villages de la commune. Il arrive de plus en plus souvent qu'il y ait une équipe de Florée et une équipe de Maibelle et c'est Maibelle qui, malgré la petite taille du hameau remporte les jeux régulièrement.

## Le Tilleul de Maibelle
Avant la première guerre mondiale, il y avait une école primaire juste à côté du tilleul de Maibelle. Cet arbre, classé parmi les plus beaux arbres de Wallonie,
est maintenant soutenu par une béquille en bois qui empêche la plus grosse branche de tomber. Par ailleurs, il est aussi entouré d'une barrière de bois qui simule la taille qu'il atteignait lors de son moment de gloire.